# Штрафний і вільний удари (футбол)

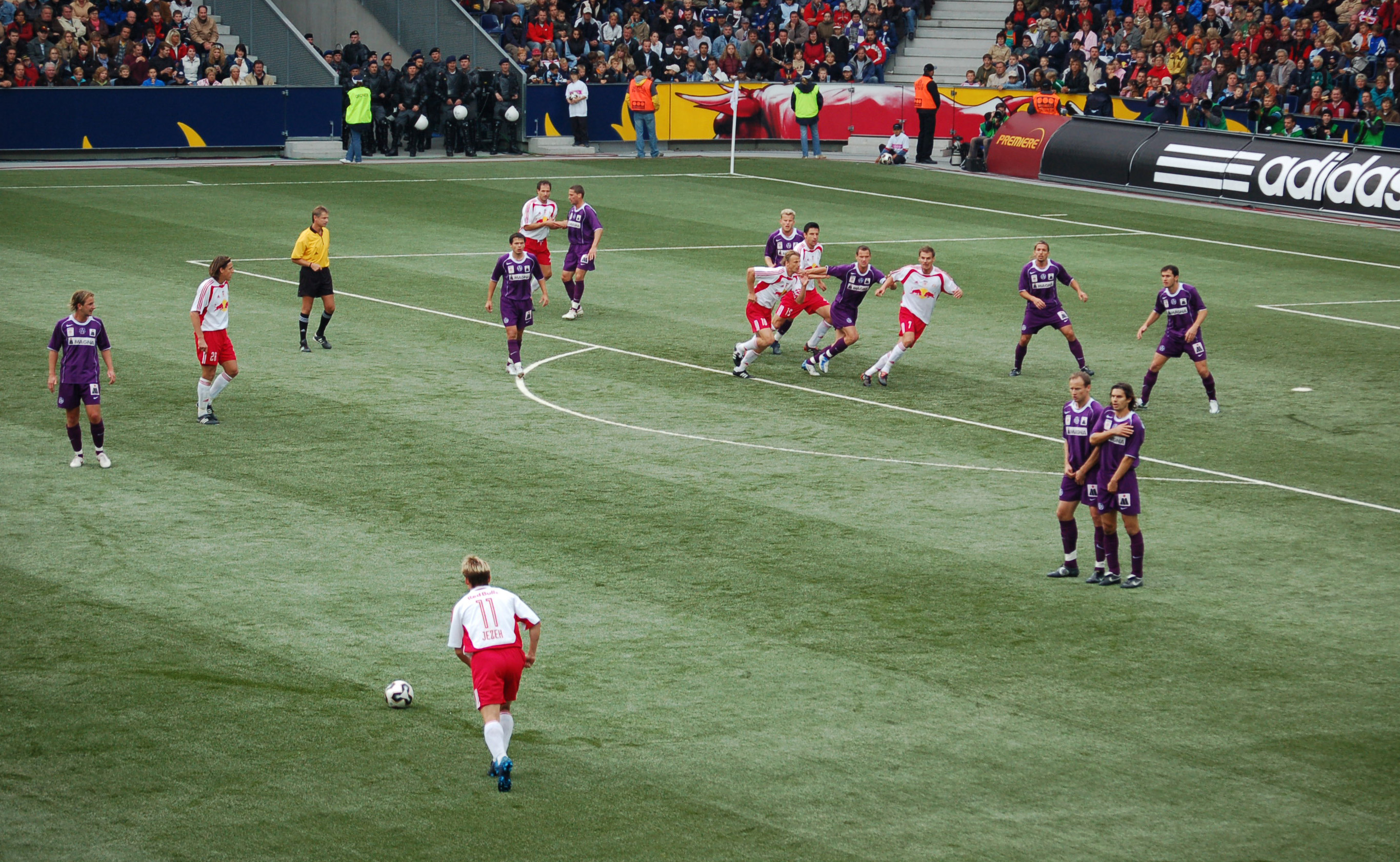
Штрафний удар

## Штрафний удар
Штрафний удар призначається арбітром після порушення правил. Штрафний удар можуть призначити на всьому полі крім штрафного майданчика команди, яка порушила правила (якщо порушення правил відбувається у штрафному майданчику, то призначається пенальті). При пробитті штрафного, команда, що захищається, ставить «стінку» (з гравців) на відстані 9 м 18 см від м'яча. Штрафний можна також розігрувати, один гравець може розіграти, або віддати пас.

## Вільний удар

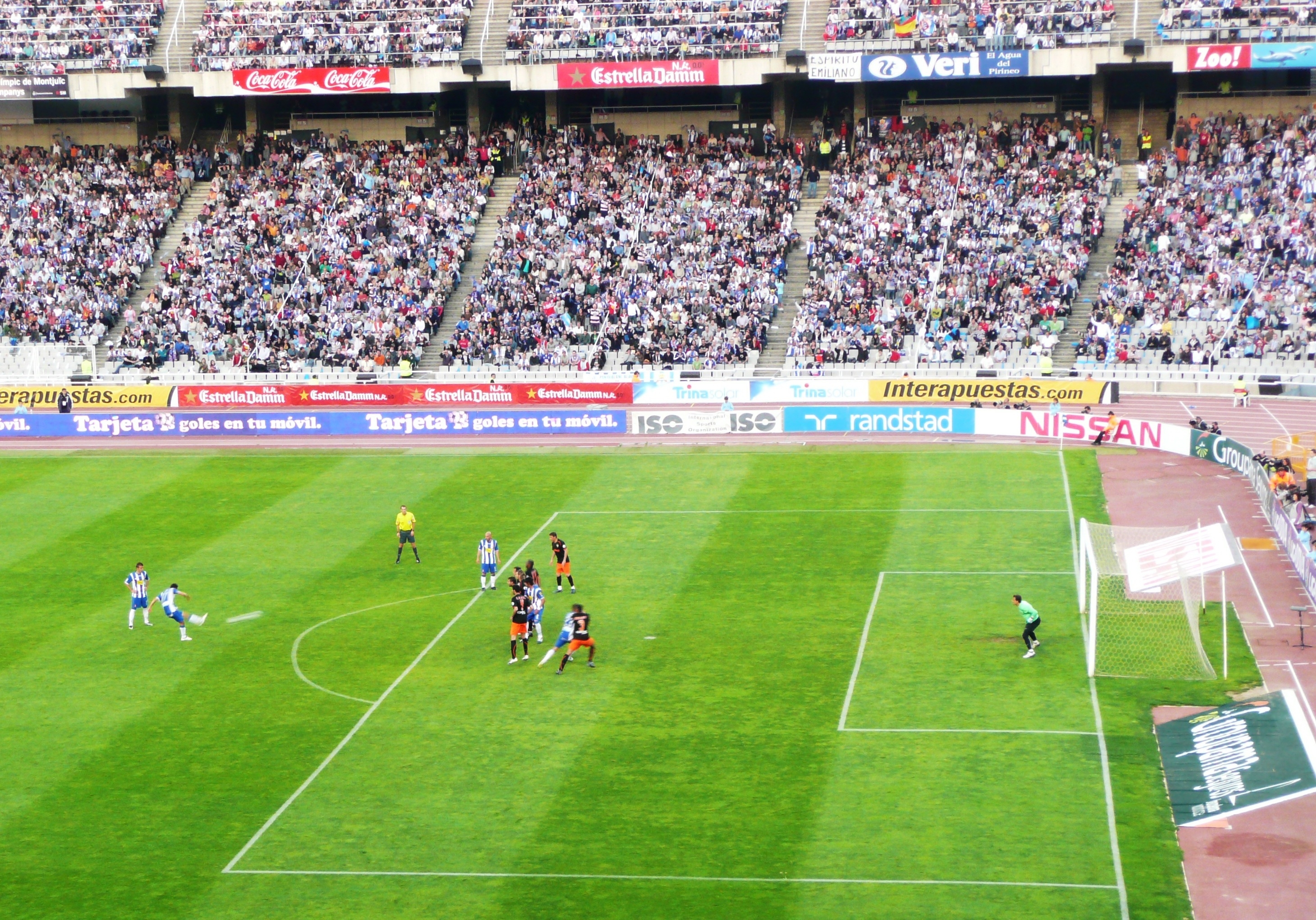
Штрафний удар у матчі між командами Еспаньйол — Валенсія 3 травня 2009 року на Олімпійському стадіоні Барселони

Вільний удар призначається, коли гравець віддає передачу своєму голкіперу і той бере м'яч у руки. Вільний удар не призначається, якщо гравець передає м'яч голкіперу головою, або якщо м'яч випадково відскочив від гравця команди, яка захищається, і голкіпер взяв в руки. Вільний удар можна бити прямо по воротах, або розіграти м'яч з партнером після чого можна бити. Якщо гравець забиває в один дотик м'яч у ворота з вільного удару, то гол не зараховується.
Також вільний удар призначається у разі фіксації положення «Поза грою».